# Palazzo del Principe (Fondi)
Il palazzo del Principe o palazzo Baronale è un palazzo sito a Fondi (provincia di Latina).

## Storia
Questo palazzo nel Medioevo, fu sede prima della famiglia Caetani, feudataria della città, poi delle famiglie che successivamente ebbero la signoria su Fondi.
Nel 1466 il re Ferrante I consentì al conte di Fondi, Onorato II Caetani di Fondi, di usare anche il cognome d'Aragona e di inserire nel proprio stemma le insegne della Casa aragonese.

## Aspetto

### L'esterno
Il palazzo è in stile angioino-durazzesco, secondo il modello della Gaeta medievale.
L'elemento di spicco dell'architettura esterna è costituito dalle decorazioni alle finestre, comprese le bifore e monofore (ad ogiva e a centina), presenti anche nel cortile interno.
La cinta muraria e il palazzo formavano un'unica struttura.

### L'interno
Una scala consente di arrivare al loggiato ogivale dal cortile.
Un'altra loggia è sita al secondo piano.